# Sage Creek Road
La Sage Creek Road – ou Rim Road – est une route dans le comté de Pennington, au Dakota du Sud, dans le nord de États-Unis. Cette route touristique est partiellement protégée au sein du parc national des Badlands, où elle dessert plusieurs points de vue panoramiques.